# The Smeezingtons
The Smeezingtons es el nombre de un trío de escritores y productores de música, formado por Bruno Mars, Philip Lawrence y Ari Levine.
Han producido y escrito canciones para numerosos artistas como Sugababes, Travie McCoy, B.o.B, Justin Bieber, Brandy Norwood, K'naan, Flo Rida, Chad Hugo, Kid Cudi o Cee Lo Green.
Han sido responsables de números 1 como "Nothin' on You", "Right Round" o "Wavin' Flag", canción oficial de la marca de bebidas Coca Cola para el Mundial de Fútbol de 2010.

## Premios y nominaciones
| Año  | Ceremonia                        | Categoría                              | Resultado |
| ---- | -------------------------------- | -------------------------------------- | --------- |
| 2011 | ASCAP Pop Music Awards           | Escritores (Ari Levine)                | Ganador   |
| 2011 | ASCAP Rhythm & Soul Music Awards | Mejor canción de rap: "Nothin' On You" | Ganador   |
| 2011 | Premios Grammy                   | Productor del año, no clásico          | Nominado  |
| 2012 | Premios Grammy                   | Productor del año, no clásico          | Nominado  |